# Actus contrarius
Der lateinische Begriff actus contrarius, auch consensus contrarius (gegenteiliger oder entgegengesetzter Akt oder Rechtshandlung, Konträraktsprinzip) ist ein juristischer Fachbegriff. Er bezeichnet eine Handlung, mit der eine vorangegangene Handlung (actus primus) rückgängig gemacht oder aufgehoben wird. 
Actus contrarius ist zugleich eine Kurzbezeichnung für das rechtstechnische Prinzip, wie man bestimmen kann, welches Rechtssubjekt (wer) in Ausübung welcher Rechte (woraus) eine Rechtshandlung (was) durch welche Handlung (wie) aufheben, rückgängigmachen oder ändern kann. Dies meint ein Bündel anerkannter Rechtssätze zur grundlegenden Bestimmung von Befugnissen, Zuständigkeiten, Handlungsformen und deren Reichweite im Römischen Recht und in modernen kontinentaleuropäischen Rechtssystemen römischer Prägung. 
Der actus contrarius hat dieselbe Rechtsnatur wie der actus primus. Im altzivilen Recht musste die Haftungslösung aus einem Rechtsgeschäft in gleicher Weise geschehen, wie dessen Begründung. Zudem wird mehrheitlich aus der Befugnis, den actus primus vorzunehmen, auch die Befugnis zu einem actus contrarius geschlossen und umgekehrt. So kann beispielsweise ein Gesetz nur durch ein anderes Gesetz, ein Verwaltungsakt durch einen anderen Verwaltungsakt und ein Rechtsgeschäft durch ein anderes Rechtsgeschäft, beispielsweise ein Vertrag durch einen Aufhebungsvertrag, geändert oder aufgehoben werden (§ 311 Abs. 1 BGB). 
Actus primus ist hierbei nicht streng zeitlich zu verstehen, da man im Lateinischen darunter den Ober-, den zuerst, den eigentlich, den Hauptgegenstand versteht. So kann der Actus contrarius zeitlich vor dem Hauptakt vorgenommen werden, wenn damit gemeint ist, dass er diesen vorbestimmt. So wird in der Rechtspraxis die Zusicherung für einen Verwaltungsakt als Actus contrarius verstanden, da sie den Erlass eines Verwaltungsaktes derart vorbestimmt, dass sie vom gleichen Organ, mit den gleichen Befugnissen und mit der gleichen Zuständigkeit vorgenommen werden muss wie der Haupt-Verwaltungsakt. Ebenso ist Actus primus nicht im Sinne von übergeordnet oder vorrangig zu verstehen, da die ändernde Regelung als Actus contrarius jemandem noch viel mehr zusprechen kann als die ursprüngliche.
In Rechtssystemen mit Normenhierarchien ergeben sich aus diesen auch hierarchische Befugnisse. Auf diese wird das Actus contrarius Prinzip dergestalt angewendet, dass das Rechtssubjekt, das den Actus contrarius vornimmt eine Befugnis gleichen oder höheren Ranges haben muss:
- Die Bundesregierung kann nicht die Verfassung ändern. Denn die Verfassung ist ein Bundesgesetz und die Regierung kann keine Gesetze ändern.
- Der Bundesgerichtshof kann nicht die Ehe für alle aufheben, wenn er von der Verfassungswidrigkeit überzeugt ist. Denn hierfür fehlt ihm die Normverwerfungskompetenz.
- Das Parlament kann in einem Gesetz die Exekutive dazu ermächtigen, durch Verordnung bestimmte Details ergänzend zu regeln oder zu aktualisieren. Will es dann nach der 3. Verordnung eine andere Regelung vornehmen, muss es nicht zwingend die Verordnungsermächtigung ändern und die 4. Verordnung abwarten, sondern kann als Actus contrarius selbst das Gesetz in entsprechender Detailtiefe ändern oder die Verordnungsermächtigung streichen.
- Der Verordnungsgeber kann wiederum kraft einer gesetzlichen Verordnungsermächtigung nicht so weit gehen, Regelungen des Gesetzes abzuändern, da er nicht zu einem solchen Actus contrarius befugt ist, also selbst Gesetze zu erlassen oder zu ändern.
- Das Parlament kann z. B. bei der Rückgängigmachung von NS-Unrecht selbst entscheiden, ob es Normsetzungen, Gerichts- und Verwaltungsentscheidungen selbst durch einen Actus contrarius aufhebt, da es nach der geltenden Verfassung zur ausschließlichen Gesetzgebung und Regelung der betroffenen Rechtsgebiete berufen ist. Es muss also nicht der Judikative und Exekutive aufgeben und abwarten, dass diese alle Einzelfälle durch Aufhebungsakte regeln.
- Der Bundestag darf nicht die Bauplanung in Berlin ändern, da ein solcher Actus contrarius zu den Befugnissen der Kommunalkörperschaften des Landes Berlin gehört, was die Bundesverfassung bestimmt und der Regelungskompetenz des Bundesparlaments entzogen ist (Art. 30 und 28 GG, Subsidiaritätsprinzip).

Keine Anwendung findet das Konträraktsprinzip dort, wo definierte Zuständigkeiten bestehen. So kann eine Ehebegründung vor dem Standesamt, nicht durch das Standesamt geschieden werden. Über Scheidungsurteile (Eheauflösungen) wacht in Deutschland gemäß § 1564 BGB die Amtsgerichtsbarkeit, steht damit unter richterlichem Vorbehalt.